# حشد شعبی
حشدِ شعبی یا بسیج مردمی عراق، به بخشی از نیروهای مسلح عراق گفته می‌شود که از سال ۲۰۱۴ با هدف مبارزه علیه داعش سازماندهی شدند. این نیرو از حدود ۴۰ گروه مختلف تشکیل شده که عمدتاً گروه‌های مسلح شیعه هستند اما برخی گروه‌های سنی مذهب و مسیحی و ایزدی نیز در آن حضور دارند. بسیاری از گروه‌های شیعه عضو آن قبلاً به‌طور مستقل در عراق و به خصوص علیه نیروهای ائتلاف فعالیت داشته‌اند. در روز ۲۶ نوامبر ۲۰۱۶ با اکثریت آرای مجلس عراق به عنوان یک سپاه جدا از ارتش رسمیت پیدا کرد. برخی منابع حشد الشعبی را نیروی تحت حمایت ایران می‌دانند و احتمال خلع سلاح آن را می‌دهند.

## شکل‌گیری
در سال ۲۰۱۴ و پس از سقوط موصل در ۵ تا ۱۳ ژوئن ۲۰۱۴ میلادی به دستِ نیروهای داعش در واکنش به فتوای مراجع عراق به‌ویژه فتوای جهاد سید علی سیستانی، این نیرو تشکیل شد. هدف این نیروها کمک به ارتش و نیروهای امنیتی عراق برای پاسداری از مکان‌های مذهبی و نیز مقابله با تهاجم است.
عقیل حسینی رئیس شورای بسیج عراق آن را ادامهٔ بسیج ایران توصیف کرد. وی پیشتر گفته‌بود که بسیج عراق با تجربهٔ بسیج ایران تشکیل شده است. نوری مالکی در مرداد ۱۳۹۴ خورشیدی در مصاحبه با خبرگزاری ابنا تصریح کرد: ما در ساختار بسیج عراق از بسیج ایران الگو گرفتیم.

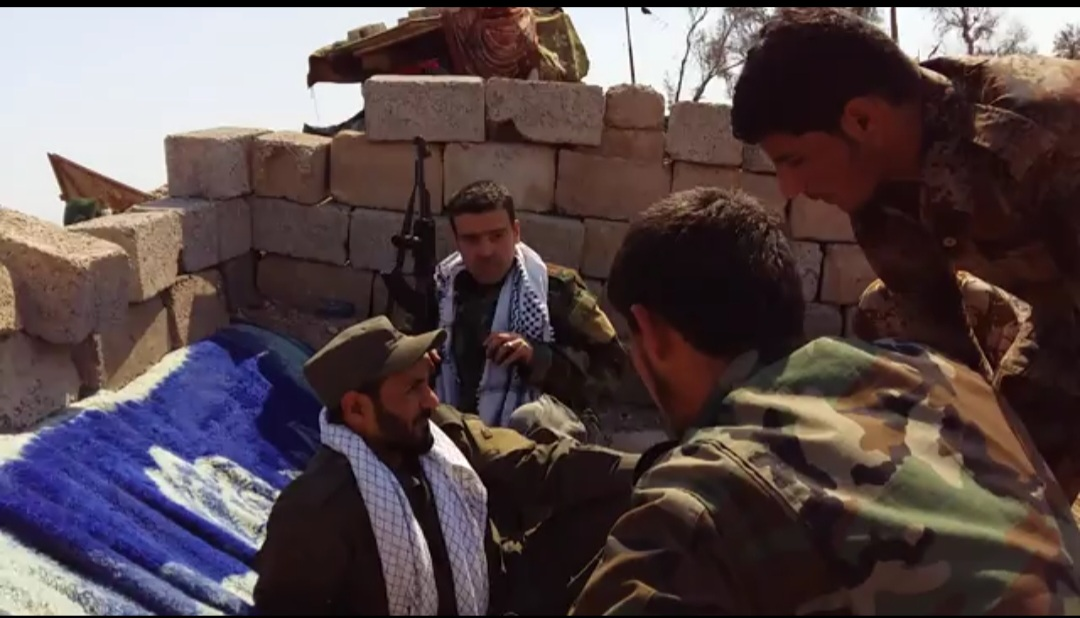
حشدالشعبی، تکریت ۲۰۱۴

## جایگاه قانونی
در سپتامبر ۲۰۱۵ حیدر عبادی نخست‌وزیر عراق اعلام کرد که گروه‌های حشد شعبی بخشی از نیروهای حکومتی هستند. مجلس عراق، نیز در آذرماه ۱۳۹۵ قانون حمایت از نیروهای حشد الشعبی را تصویب نمود. با تصویب این قانون، حشد الشعبی رسماً به یک نهاد قانونی تبدیل شد و جزئی از ساختار ارتش عراق به‌شمار می‌رود و می‌تواند زیر نظر شورای عالی امنیت ملی عراق قانونی فعالیت کند. در ماده یک این قانون آمده است: 
هیئت حشدالشعبی که به موجب دستور شماره ۹۱ در ۲۴ فوریه (۵ اسفند ۱۳۹۴) تشکیل شده بود، بخشی از نیروهای مسلح عراق به‌شمار می‌رود و تحت فرماندهی فرمانده کل نیروهای مسلح قرار می‌گیرد. گروه‌ها و تشکیلات حشد الشعبی به موجب این قانون، ساختاری قانونی به‌شمار می‌روند که از حقوق و پاداشی متناسب با نیروهای امنیتی عراق برخوردار می‌شوند.
در حال حاضر این نیروها تحت وزارت داخله فعالیت دارند. اگرچه حکومت عراق خود به این نیروها مشروعیت بخشیده است حضور این نیروهای قدرتمند شبه نظامی در عراق مورد مناقشه و بحث‌های مختلف است.

## ساختار
عمدتاً ساختار و بدنه نظامی حشد شعبی را شیعیان عراق تشکیل می‌دهند اما بعدها برخی عشایر سنی عراق از استان صلاح‌الدین، استان نینوا و استان انبار و نیز افراد فیلی و مسیحیان عراقی نیز به آن ملحق شدند.
تعداد نیروهای آن حدود ۲۰۰ تا ۳۰۰ هزار نفر تخمین زده می‌شود. مناطق عملیاتی آن‌ها استان بغداد، استان بابل، استان دیاله، استان صلاح‌الدین، استان انبار و همچنین شهر کرمه در نزدیکی شهر فلوجه است. نیروهای حشد شعبی از سلاح‌های ایرانی و سلاح‌های موجود در عراق و همچنین از سلاح‌های آمریکایی استفاده می‌کنند. این نیروها در آزادسازی این مناطق نقش اساسی داشته‌اند: جرف النصر، آمرلی، ضلوعیه، بلد، استان دیاله، الدور، علم، ناحیهٔ بغدادی، تکریت و بخش‌هایی از استان انبار.

## نام‌شناسی
واژهٔ الحَشد به زبانِ عربی به معنای بسیج و واژهٔ الشَعبی بمعنای مردمی می‌باشد. ترکیبِ این دو واژه نیز بمعنای بسیجِ مردمی است.

## وضعیت نیرو در بحران کرونا
در ۱۳ تیر ۱۳۹۹، خبرگزاری رویترز از قول منابع مطلع گزارش می‌دهد که تحت تأثیر بحران کرونا و تحریم‌های آمریکا میزان کمک ایران به گروه‌های شیعه عراقی کاهش یافته است. به گفته سه فرمانده گروه‌های شبه نظامی شیعه و یک مقام عراقی مطلع از فعالیت‌های حکومت ایران در این کشور تحت تأثیر شیوع ویروس کرونا، از جمله بسته شدن مرزها برای جلوگیری از انتقال ویروس، کمک‌های مالی تهران به گروه‌های شیعه عراقی به شکل چشمگیری کاهش یافته است. این سه فرمانده افزودند کمک‌های مالی ایران معمولاً در ازای فعالیت‌های مسلحانه این گروه‌ها از جمله حمله به مخالفان حکومت ایران یا حمله به اهداف آمریکایی پرداخت می‌شود.
یکی از فرماندهان یک گروه شبه نظامی نیرومند شیعه گفت کمک‌های مالی ایران به این گروه‌ها از حدود ۵ میلیون به ۲ تا ۳ میلیون دلار در ماه کاهش یافته است. به گفته او تحت تأثیر این وضعیت گروه‌های شیعه مجبور هستند نیاز مالی خود را به اشکال دیگری از جمله فعالیت‌های اقتصادی تأمین کنند. یک مقام عراقی گفت کمک‌های مالی ایران طی سالهای اخیر میلیونها دلار کاهش یافته است. تحریم‌های آمریکا، کاهش بهای نفت و بالاخره بحران کرونا هزینه‌های نظامی حکومت ایران از جمله بودجه سپاه پاسداران را کاهش داده است.
به گفته سه فرمانده گروه‌های شیعه عراقی کشته شدن قاسم سلیمانی برای فعالیت این گروه‌ها در عراق و سوریه و پیشبرد اهداف ایران در منطقه یک ضربه سنگین بود.
سه فرمانده گروه‌های شبه نظامی شیعه به خبرگزاری رویترز گفتند علاوه بر کاهش حجم کمک مالی، تحت تأثیر بسته شدن مرزها به دلیل شیوع ویروس کرونا سایر کمک‌های ایران از جمله ارسال مهمات و آموزش پیکارجویانی که به سوریه اعزام می‌شوند، مختل شده است. یکی از این فرماندهان گفت تمامی آموزش‌های نظامی که مواردی مثل جنگ شهری، استفاده از موشک‌های ضد تانک و کاربرد پهپاد را شامل می‌شد، متوقف شده‌اند. به گفته فرمانده یکی از گروه‌های شبه نظامی شیعه قبل از اعمال مجدد تحریم‌های آمریکا حجم کمک‌های مالی ایران به گروه‌های عراقی بین ۱۲ تا ۱۵ میلیون دلار در ماه بود.

## مافیا در گمرک‌های عراق
در فروردین ۱۴۰۰، خبرگزاری فرانسه از وجود «شبکه مافیایی بزرگ» در مرزهای ایران و عراق و سرازیر شدن «میلیاردها دلار اختلاس و رشوه» به جیب نیروهای شیعه شبه‌نظامی مورد حمایت جمهوری اسلامی خبر داد. به نوشته این خبرگزاری، در مرز ایران و عراق گروه‌های مافیایی تشکیل شده که با دور زدن عوارض گمرکی و گرفتن رشوه، میلیاردها دلار از خزانه دولت عراق را به منبع درآمدی برای شبه‌نظامیان، احزاب سیاسی و مقامات فاسد تبدیل کرده‌اند و افراد اصلی که از این مورد سود می‌برند، نیروهای شبه‌نظامی مورد حمایت جمهوری اسلامی هستند که حتی در مواقعی مأموران گمرکی را که مانعی در راه آنها ایجاد می‌کنند، تهدید به مرگ کرده‌اند.
مقام‌های عراقی تأکید می‌کنند که اکثر گذرگاه‌های ورودی ایران و عراق توسط گروه حشد شعبی کنترل می‌شود. نیروهای حشد شعبی به‌صورت گسترده‌ای در گمرک‌ها به عنوان مرزبان، بازرس و پلیس حضور دارند و بازرگانانی که دنبال دردسر نیستند، برای واردات کالا به آنها رشوه پرداخت می‌کنند. حشد الشعبی این گزارش را تکذیب کرد اما گروه‌های دیگر مورد حمایت جمهوری اسلامی مانند عصائب اهل حق و کتائب حزب‌الله تقسیم گمرک‌ها و بندرهای کشور میان گروه‌های شبه‌نظامی را تأیید کرده‌اند.

## مقام‌ها
نخست‌وزیر عراق، فرمانده کل حشد شعبی است. ابومهدی المهندس معاون حشد شعبی و فرمانده میدانی این نیرو بود. وی که پیشتر در زمان حضور نیروهای ائتلاف به فرماندهی آمریکا علیه این نیروها فعالیت نظامی داشت، توسط آمریکا در فهرست تروریست‌های خطرناک جهان قرار داده شده بود و در ۳ ژانویه ۲۰۲۰ در حمله پهپادی آمریکا ترور شد.
فالح الفیاض، رئیس حشد شعبی و صادق سعداوی رئیس هیئت ارکان است. کریم نوری عضو هیئت بسیج مردمی و سخنگوی رسمی آن و احمد اسدی سخنگو و عضو هیئت بسیج مردمی است.

## موضع‌گیری‌ها
به گزارش شبکه خبری اسکای نیوز در نوامبر ۲۰۱۸ آمریکا ابومهدی مهندس معاون حشد شعبی را پس از متهم کردن به ارسال ۳ میلیارد دلار آمریکایی با نام خود به ایران، به لیست تحت تعقیب بین‌المللی خود اضافه کرد.

## بمباران یکی از مقرهای حشد شعبی توسط آمریکا
جنگنده‌های ارتش آمریکا عصر یکشنبه ۱۳۹۸/۱۰/۸ چند مقر کتائب حزب‌الله را در مرز سوریه بمباران کردند. وزارت دفاع آمریکا با صدور بیانیه‌ای این حمله را تأیید کرده است. منابع حشد شعبی اعلام کردند که در این حمله ۳۵نفر کشته و تعدادی مجروح شدند.

## لایحه اصلاحی حشد شعبی ۲۰۲۵
در مارس ۲۰۲۵، پارلمان عراق پیش‌نویس قانونی را با هدف اصلاح حشد شعبی و ادغام کامل‌تر آن در ساختار امنیتی دولتی ارائه کرد. یکی از مفاد اصلی این لایحه، قرار دادن رسمی حشد شعبی تحت فرمان نخست‌وزیر عراق، که به عنوان فرمانده کل نیروهای مسلح خدمت می‌کند، است—گامی که به‌طور صریح این گروه را از نفوذ خارجی، به‌ویژه از سوی ایران، دور می‌سازد. این لایحه همچنین شامل تدابیری مانند تعیین سن بازنشستگی اجباری برای فرماندهان ارشد است، اقدامی که می‌تواند به جایگزینی چهره‌های کلیدی با روابط دیرینه با تهران منجر شود. این ابتکار عمل بازتابی از افزایش فشارهای آمریکا بر دولت عراق برای اعمال کنترل ملی بر حشد شعبی و محدود کردن نفوذ ایران در صفوف آن است.
در مقابل، روابط نزدیک رهبری حشد شعبی با ایران در جریان سفر فالح الفیاض، رئیس این نیروها، به مقامات ارشد ایرانی در فوریه ۲۰۲۵ برجسته شد—حرکتی که به‌طور گسترده به‌عنوان تلاشی برای جلب حمایت تهران علیه این لایحه پیشنهادی، به‌ویژه در میان جناح‌های تندرو که اغلب با خودمختاری قابل توجهی فعالیت می‌کنند، تعبیر شد.